# Аеродром Хаифа
Међународни аеродром Хаифа (хебр. נמל התעופה חיפה, Namal HaTe'ufa Haifa) (ИАТА: HFA, ИКАО: LLHA) је израелски аеродром у Хаифи. Налази се источно од града, у непосредној близини луке Кишон и израелског бродоградилишта. Углавном се користи за цивилне летове, али у појединим случајевима, аеродром користе државне безбедносне снаге. Највећи број путника путује за Тел Авив и Еилат. 
Аеродорм је добио име по јеврејину Ури Михаелу, једном од зачетника авијације у Израели. Тренутно има једну полетно-слетну стазу, а постоје планови за проширење.

## Авио-компаније и дестинације
| Авио-компанија | Дестинација |
| -------------- | ----------- |
| Аркиа          | Еилат       |
| Исраир         | Еилат       |